# Jablanka
Jablanka (izvirno srbsko Јабланка) je naselje v Srbiji, ki upravno spada pod Občino Vršac; slednja pa je del Južnobanatskega upravnega okraja.

## Demografija
V naselju živi 231 polnoletnih prebivalcev, pri čemer je njihova povprečna starost 42,9 let (40,5 pri moških in 45,2 pri ženskah). Naselje ima 96 gospodinjstev, pri čemer je povprečno število članov na gospodinjstvo 2,93.
To naselje je v glavnem romunsko (glede na popis iz leta 2002), a v času zadnjih treh popisov je opazno zmanjšanje števila prebivalcev.
|  |

| Demografija | Demografija     | Demografija     |
| Leto        | Št. prebivalcev | Št. prebivalcev |
| ----------- | --------------- | --------------- |
|             |                 |                 |
|             |                 |                 |
|             |                 |                 |
|             |                 |                 |
| 1948        | 850             |                 |
| 1953        | 789             |                 |
| 1961        | 760             |                 |
| 1971        | 633             |                 |
| 1981        | 536             |                 |
| 1991        | 459             | 350             |
| 2002        | 358             | 281             |
|             |                 |                 |

| Etnična sestava po popisu iz leta 2002 | Etnična sestava po popisu iz leta 2002 | Etnična sestava po popisu iz leta 2002 | Etnična sestava po popisu iz leta 2002 | Etnična sestava po popisu iz leta 2002 |
| -------------------------------------- | -------------------------------------- | -------------------------------------- | -------------------------------------- | -------------------------------------- |
| Romuni                                 | Romuni                                 |                                        | 191                                    | 67,97%                                 |
| Srbi                                   | Srbi                                   |                                        | 75                                     | 26,69%                                 |
| Jugoslovani                            | Jugoslovani                            |                                        | 7                                      | 2,49%                                  |
| Nemci                                  | Nemci                                  |                                        | 2                                      | 0,71%                                  |
| Neznano                                | Neznano                                |                                        | 0                                      | 0,0%                                   |